# Cotychroma acaguassu
Cotychroma acaguassu är en skalbaggsart som beskrevs av Martins och Dilma Solange Napp 2005. Cotychroma acaguassu ingår i släktet Cotychroma och familjen långhorningar. Inga underarter finns listade i Catalogue of Life.